# Ingenstans tät mängd
En ingenstans tät mängd är inom topologi en delmängd A till ett topologiskt rum X med egenskapen att det inre till slutna höljet av A är tomt.
Om en delmängd är ingenstans tät eller inte beror inte bara på delmängden utan även på rummet som delmängden ligger i; en delmängd kan vara ingenstans tät i ett rum men inte i ett annat.

## Exempel
Exempel på ingenstans täta delmängder:
- Heltalen i de reella talen.
- Cantormängden på intervallet {\displaystyle [0,1]}.

Exempel på mängder som inte är ingenstans täta:
- De rationella talen i de reella talen, som tvärtom är en tät mängd.

## Egenskaper
Varje delmängd till en ingenstans tät mängd är ingenstans tät, likaså är varje ändlig union av ingenstans täta delmängder ingenstans tät.
En uppräknelig union av ingenstans täta delmängder behöver dock inte vara ingenstans tät, sådana mängder kallas mängder av första kategorin.